# Preston Foster
Pour les articles homonymes, voir Foster.
Preston Foster est un acteur américain né le 24 août 1900 à Ocean City, New Jersey (États-Unis), mort le 14 juillet 1970 à La Jolla (États-Unis).

## Filmographie

### Cinéma
- 1929 : Pusher-in-the-Face
- 1929 : Nothing But the Truth : Bit part
- 1930 : Heads Up : Blake
- 1930 : Follow the Leader : Two-Gun Terry
- 1931 : Sa femme (His Woman) d'Edward Sloman : Crewman
- 1932 : Deux Secondes (Two Seconds) de Mervyn LeRoy : Bud Clark
- 1932 : Docteur X (Doctor X), de Michael Curtiz : Dr Wells
- 1932 : Révolte à Sing Sing (The Last Mile) : John 'Killer' Mears
- 1932 : La vie commence (Life Begins) : Dr Brett
- 1932 : The All-American : Steve Kelly
- 1932 : À tour de brasses (You Said a Mouthful) de Lloyd Bacon : Ed Dover
- 1932 : Je suis un évadé (I Am a Fugitive from a Chain Gang), de Mervyn LeRoy : Pete
- 1933 : Ladies They Talk About, de Howard Bretherton et William Keighley : David 'Dave' Slade
- 1933 : Elmer, the Great : Dave Walker
- 1933 : Dangerous Crossroads
- 1933 : Corruption : Tim Butler
- 1933 : The Man Who Dared de Hamilton MacFadden : Jan Novak
- 1933 : The Devil's Mate (en) de Phil Rosen : Insp. O'Brien
- 1933 : Sensation Hunters (en) de Charles Vidor : Tom Baylor
- 1933 : Hoop-La : Nifty Miller
- 1934 : Heat Lightning (en) de Mervyn LeRoy : George
- 1934 : Wharf Angel : Como
- 1934 : Sleepers East : Jason Everett
- 1934 : The Band Plays On : Howdy
- 1935 : Strangers All : Murray Carter
- 1935 : The People's Enemy : Vince M. Falcone
- 1935 : Le Mouchard (The Informer), de John Ford : Dan Gallagher
- 1935 : The Arizonian de Charles Vidor : Tex Randolph
- 1935 : Les Derniers Jours de Pompéi (The Last Days of Pompeii) d'Ernest B. Schoedsack et Merian C. Cooper : Marcus
- 1935 : La Gloire du cirque (Annie Oakley), de George Stevens : Toby Walker
- 1935 : We're Only Human : Det. Sgt. Pete 'Mac' McCaffrey
- 1936 : Muss 'em Up : Tippecanoe 'Tip' O'Neil
- 1936 : Love Before Breakfast : Scott Miller
- 1936 : Révolte à Dublin (The Plough and the Stars) de John Ford : Jack Clitheroe'
- 1937 : We Who Are About to Die de Christy Cabanne : Steven Mathews
- 1937 : Les Démons de la mer (Sea Devils) de Benjamin Stoloff : Michael 'Mike' O'Shea
- 1937 : The Outcasts of Poker Flat : John Oakhurst
- 1937 : You Can't Beat Love de Christy Cabanne : James Ellsworth 'Jimmy' Hughes
- 1937 : The Westland Case : Bill Crane (private detective)
- 1937 : First Lady de Stanley Logan : Stephen Wayne
- 1938 : Everybody's Doing It : Bruce Keene
- 1938 : Double Danger : Robert 'Bob' Crane
- 1938 : The Lady in the Morgue : Det. Bill Crane
- 1938 : Army Girl : Captain Dike Conger
- 1938 : Tempête (The Storm) de Harold Young : Jack Stacey
- 1938 : Patrouille en mer (Submarine Patrol) de John Ford : Lt. (j.g.) John C. Drake
- 1938 : Up the River d'Alfred L. Werker : 'Chipper' Morgan
- 1938 : The Last Warning : Bill Crane
- 1939 : Society Smugglers : Sully
- 1939 : Chasing Danger de Ricardo Cortez : Steve Mitchell
- 1939 : Édition de minuit (News Is Made at Night) de Alfred L. Werker  : Steve Drum
- 1939 : 20,000 Men a Year : Jim Howell
- 1939 : Missing Evidence : Bill Collins
- 1939 : Geronimo le peau rouge (en) (Geronimo) : Capt. Bill Starrett
- 1940 : Cafe Hostess : Dan Walters
- 1940 : Les Tuniques écarlates (North West Mounted Police) de Cecil B. DeMille : Sgt. Jim Brett
- 1940 : Nuits birmanes (Moon Over Burma) de Louis King : Bill Gordon
- 1941 : The Roundup : Greg Lane
- 1941 : Histoire inachevée (Unfinished business) de Gregory La Cava : Steve Duncan
- 1942 : Shanghaï, nid d'espions[1] (Secret Agent of Japan) : James Carmichael, alias Roy Bonnell
- 1942 : A Gentleman After Dark : Lt. Tom Gaynor
- 1942 : Night in New Orleans de William Clemens : Lieutenant de police Steve Abbott
- 1942 : Little Tokyo, U.S.A d'Otto Brower : Michael Steele
- 1942 : Pilotes de chasse (Thunder Birds) de William A. Wellman : Steve Britt'
- 1942 : Far West (American Empire) de William C. McGann : Paxton Bryce
- 1943 : Mon amie Flicka (My Friend Flicka) de Harold D. Schuster : Rob McLaughlin
- 1943 : Guadalcanal (Guadalcanal Diary) de Lewis Seiler : Père Donnelly
- 1944 : The Bermuda Mystery : Steve Carramond
- 1944 : Roger Touhy, Gangste de Robert Florey : Roger Touhy
- 1945 : Jupiter (Thunderhead - Son of Flicka) de Louis King : Rob McLaughlin
- 1945 : La Vallée du jugement (The Valley of Decision) de Tay Garnett : Jim Brennan
- 1945 : Twice Blessed : Jeff Turner
- 1946 : Les Demoiselles Harvey (The Harvey Girls), de George Sidney : Juge Sam Purvis
- 1946 : Tanger (Tangier) de George Waggner : Col. Jose Artiego
- 1946 : Strange Triangle : Sam Crane
- 1946 : Inside Job : Bart Madden
- 1947 : King of the Wild Horses (en) de  George Archainbaud : Dave Taggert
- 1947 : Femme de feu (Ramrod) d'André de Toth : Frank Ivey
- 1948 : L'Emprise (The Hunted) de Jack Bernhard : Johnny Saxon
- 1948 : Thunderhoof : Scotty Mason
- 1949 : I Shot Jesse James : John Kelley
- 1949 : Le Chat sauvage (The Big Cat) : Tom Eggers
- 1950 : The Tougher They Come : Joe McKinley
- 1951 : Three Desperate Men : Tom Denton
- 1951 : Tomahawk de George Sherman : Col. Carrington
- 1951 : The Big Gusher : Hank Mason
- 1951 : La Grande Nuit (The Big Night) de Joseph Losey : Andy La Main
- 1952 : Montana Territory : Sheriff Henry Plummer
- 1952 : Le Quatrième Homme (Kansas City Confidential) de Phil Karlson : Tim Foster
- 1953 : Quand la poudre parle (Law and Order) de Nathan Juran : Kurt Durling
- 1953 : The Marshal's Daughter : Guest in card game
- 1953 : J'aurai ta peau (I, the Jury) de Harry Essex : Capt. Pat Chambers
- 1957 : Destination 60,000 : Col. Ed Buckley
- 1963 : The Man from Galveston : Judge Homer Black
- 1964 : Advance to the Rear : Gen. Bateman, CSA
- 1964 : The Time Travelers : Dr Erik von Steiner
- 1967 : You've Got to Be Smart : D.A. Griggs
- 1968 : Chubasco : Nick

### Télévision
- 1951 : The Bogus Green (Téléfilm) : Brass McGannon
- 1954-1955 : Waterfront (Série TV) : Capt. John Herrick
- 1956 : Star Stage (en) (Série TV) : Sam Hodges
- 1961 : Gunslinger (Série TV) : Capt. Zachary Wingate
- 1961 : Outlaws (en) (Série TV) : Major Ramsur
- 1963 : Going My Way (Série TV) : Francis X. Finnegan
- 1963 : Target: The Corruptors (Série TV) : Harvey Bragen
- 1963 : The Eleventh Hour (en) (Série TV) : Philip Green
- 1964 : 77 Sunset Strip (Série TV) : Boss Gates